# Doló
En la mitologia grega, Doló (en grec antic: Δόλων) va ser un personatge que va combatre a la Guerra de Troia i és descrit en la Ilíada. Era fill d'Eumedes, i tenia cinc germanes.
Considerat un ràpid corredor, va presentar-se voluntari per espiar els vaixells grecs; a canvi rebria els cavalls del carruatge d'Aquil·les en finalitzar la guerra. Doló hi va anar cobert amb una pell de llop. Per casualitat, es va creuar amb Odisseu i Diomedes, que també anaven a espiar els troians, i varen neutralitzar Doló. Encara que va pregar per la seva vida, després de donar tota la informació que volien, Diomedes el va decapitar.
El seu fill Eumedes, amb el nom del seu avi, va sobreviure a la guerra de Troia, i va morir a Itàlia sota el comandament d'Enees.